# Blumenbachia catharinensis
Blumenbachia catharinensis är en brännreveväxtart som beskrevs av Ignatz Urban och Gilg. Blumenbachia catharinensis ingår i släktet Blumenbachia och familjen brännreveväxter. Inga underarter finns listade i Catalogue of Life.